# زينب بنت عمر بن كندي
زينب بنت عمر بن كندي بن سعد، نزيلة دمشق وبعلبك، شيخة صالحة جليلة كثيرة المعروف، حجت وبنت رباطا ووقفت على البر. روت الكثير من الأحاديث، بإجازة من المؤيد الطوسي وأبي روح وزينب بنت الشعري. توفيت في أواخر شهر جمادى الآخرة سنة تسع وتسعين وست مائة.